# Juin 2000

## Jeudi1erjuin2000
- Italie : éruption de l'Etna.

## Dimanche4 juin 2000
- Formule 1 : Grand Prix automobile de Monaco.

## Mercredi7 juin 2000
- États-Unis d'Amérique : la justice américaine annonce que Microsoft devra être scindé en deux entités distinctes.
- Slovénie : le gouvernement d'Andrej Bajuk obtient la confiance de l'Assemblée nationale.

## Samedi10 juin 2000
- Football : début du Championnat d'Europe de football 2000 organisé conjointement par les Pays-Bas et la Belgique.

## Dimanche11 juin 2000
- rallye: Colin Mac Rae remporte le rallye d'acropole (Grèce)

## Jeudi15 juin 2000
- Formule 1 : Grand Prix automobile du Canada.

## Samedi17 juin 2000
- Départ de la soixante-huitième édition des 24 Heures du Mans.

## Dimanche18 juin 2000
- Audi gagne les 24 Heures du Mans avec les pilotes Frank Biela, Tom Kristensen et Emanuele Pirro.

## Vendredi23 juin 2000
- Australie : un incendie ravage le « Palace Backpackers Hostel » à Childers dans le Queensland faisant 15 morts

## Vendredi30 juin 2000
- Danemark : lors d'un concert de Pearl Jam durant le festival de Roskilde près de Copenhague, mort de 9 fans écrasés et étouffés par la foule qui se pressait vers le devant de la scène.

## Naissances
- 1er juin : Willow Shields, actrice américaine
- 2 juin : Jonathan Pitre (en) († 4 avril 2018)
- 7 juin : Paul Joly, footballeur français
- 8 juin : 
  - Alejandro Cantero, footballeur espagnol
  - Sebastian Jørgensen, footballeur danois
  - Magnus Warming, footballeur danois
- 9 juin : 
  - Lauren Hernandez, gymnaste artistique américaine
  - Conrad Wallem, footballeur norvégien
- 10 juin :
  - Stipe Radić, footballeur croate
  - Matej Vuk, footballeur croate
- 11 juin : Emil Breivik, footballeur norvégien
- 12 juin : Ole Didrik Blomberg, footballeur norvégien
- 14 juin : Maxime Margely, kayakiste français.
- 16 juin : 
  - Bianca Andreescu, joueuse de tennis canadienne
  - Sævar Atli Magnússon, footballeur islandais
- 20 juin :
  - Kevin Csoboth, footballeur hongrois
  - Bongokuhle Hlongwane, footballeur sud-africain
  - Mohanad Ali,  footballeur irakien
  - Matthew Boling, athlète américain
  - Andrea Stojadinov, judokate serbe
- 22 juin : Diego Hernández, footballeur uruguayen
- 27 juin : 
  - Adam Carlén, footballeur suédois
  - Shimpei Fukuoka, footballeur japonaise
- 28 juin : 
  - Alexa Halko, athlète handisport américaine
  - Igor Paixão, footballeur brésilien
- 29 juin : Shawn Adewoye, footballeur belge

## Décès
- 8 juin : Lucy Cranwell, botaniste et palynologue néo-zélandaise.
- 24 juin : David Tomlinson, acteur britannique.